# Aire urbaine de Roussillon
L'aire urbaine de Roussillon est une ancienne aire urbaine française, centrée sur l'agglomération de Roussillon. 169e par sa population lors du découpage de 1999, elle a été incorporée en 2010 par l'INSEE à l'aire urbaine de Vienne.

## Caractéristiques
D'après la définition qu'en donne l'INSEE, l'aire urbaine de Roussillon était composée de 14 communes, situées dans l'Isère, la Loire et le Rhône. Ses 38 677 habitants font d'elle la 169e aire urbaine de France.
11 communes de l'aire urbaine sont des pôles urbains.
Le tableau suivant détaille la répartition de l'aire urbaine sur les départements (les pourcentages s'entendent en proportion du département) :
| Département | Communes | Communes (%) | Superficie (km²) | Superficie (%) | Population (1999) | Population (%) |
| ----------- | -------- | ------------ | ---------------- | -------------- | ----------------- | -------------- |
| Isère       | 10       | 1,9          | 89,50            | 1,2            | 31 751            | 2,9            |
| Loire       | 3        | 0,9          | 23,98            | 0,5            | 3 502             | 0,5            |
| Rhône       | 1        | 0,3          | 9,21             | 0,3            | 3 424             | 0,2            |

## Communes
Voici la liste des communes françaises de l'aire urbaine de Roussillon.
| Code INSEE | Commune                | Type                  | Département | Superficie (km²) | Population (1999) | Densité (hab./km²) |
| ---------- | ---------------------- | --------------------- | ----------- | ---------------- | ----------------- | ------------------ |
| 38114      | Clonas-sur-Varèze      | Commune monopolarisée | Isère       | +0006,83         | +0 0001 281,      | +00187,55          |
| 38298      | Le Péage-de-Roussillon | Pôle urbain           | Isère       | +0007,41         | +0 0006 351,      | +00857,09          |
| 38340      | Les Roches-de-Condrieu | Pôle urbain           | Isère       | +0001,03         | +0 0001 819,      | +01 766,02         |
| 38344      | Roussillon             | Pôle urbain           | Isère       | +0011,62         | +0 0007 437,      | +00640,02          |
| 38353      | Saint-Alban-du-Rhône   | Pôle urbain           | Isère       | +0003,56         | +00 000840,       | +00235,96          |
| 38378      | Saint-Clair-du-Rhône   | Pôle urbain           | Isère       | +0007,16         | +0 0003 605,      | +00503,49          |
| 38425      | Saint-Maurice-l'Exil   | Pôle urbain           | Isère       | +0012,82         | +0 0005 515,      | +00430,19          |
| 38452      | Saint-Romain-de-Surieu | Commune monopolarisée | Isère       | +0004,71         | +00 000246,       | +00052,23          |
| 38468      | Salaise-sur-Sanne      | Pôle urbain           | Isère       | +0016,11         | +0 0003 648,      | +00226,44          |
| 38556      | Ville-sous-Anjou       | Commune monopolarisée | Isère       | +0018,25         | +0 0001 009,      | +00055,29          |
| 42056      | Chavanay               | Pôle urbain           | Loire       | +0015,06         | +0 0002 288,      | +00151,93          |
| 42265      | Saint-Michel-sur-Rhône | Pôle urbain           | Loire       | +0005,87         | +00 000637,       | +00108,52          |
| 42327      | Vérin                  | Pôle urbain           | Loire       | +0003,05         | +00 000577,       | +00189,18          |
| 69064      | Condrieu               | Pôle urbain           | Rhône       | +0009,21         | +0 0003 424,      | +00371,77          |
|            | Total                  |                       |             | +0122,69         | +00038 677,       | +00315,24          |